# Cédric Pineau
Cédric Pineau (Migennes, Yonne, 8 de maig de 1985) és un ciclista francès, professional des del 2006 fins al 2017. La seva victòria més important és la París-Troyes de 2010.
És fill de Franck Pineau, ciclista professional entre 1986 i 1994 i actual director esportiu del FDJ.

## Palmarès
- 2006
  - 1r a la Troyes-Dijon
  - 1r al Gran Premi d'Antibes
  - 1r al Circuit Mediterrani
- 2007
  - 1r a la Troyes-Dijon
- 2010
  - 1r a la París-Troyes
  - Vencedor d'una etapa del Tour de Bretanya

### Resultats al Tour de França
- 2012. 133è de la classificació general
- 2014. 102è de la classificació general
- 2016. Abandona (9a etapa)

### Resultats a la Volta a Espanya
- 2013. 103è de la classificació general
- 2014. 77è de la classificació general

### Resultats al Giro d'Itàlia
- 2015. 121è de la classificació general